# Контумација
Контумација је термин везан за шах.
То је казна коју судија изриче играчу за одређене прекршаје Правила игре ФИДЕ. Она може бити изречена моментално (закашњење играча на партију веће од једног сата, недисциплина итд), али и поступно - након две опомене (нпр. ако играч не записује потезе или ако их записује противно Правилима игре ФИДЕ). Такође се контумацијом назива и случај када учесник турнира не дође на неко коло. Учесник који изгуби три партије контумацијом искључује се са турнира, ако турнирски правилник не одређује другачије.
У турнирску табелу, бод изгубљен контумацијом уписује се са „-“, а добијен контумацијом, односно без игре, са „+“. Бодови добијени контумацијом не рачунају се за титуле и категорије. Међутим, ако неки играч добије партију зато што му је противник закаснио више од једног сата или није дошао на партију, рачунаће се као одиграна партија.
У екипним такмичењима, контумацирана екипа губи са нула поена, а противничка добија поене у зависности од система по ком се игра. Тако се нпр. на турниру по швајцарском систему екипи која је добила меч контумацијом додељује пола бода више од 50% за меч до 6 табли, бод више ако се игра на 7-12 табли, а 1½ бод више ако се игра на 13 или више табли. Екипа која на такмичењу по швајцарском систему изгуби један меч контумацијом, искључује се са турнира. Код Бергеровог система противник контумациране екипе добија највећи број поена који је против те екипе до тог тренутка добила било која друга екипа.
Постоји разлика између контумације и неодигране партије. Ако неки играч одустане са турнира по Бергеровом систему три кола пред крај, његови противници ће добити бодове који ће се рачунати за пласман, али не и за категорије и титуле. Ако, међутим, играч буде контумациран због непридржавања Правила игре ФИДЕ, његовом противнику ће се бод рачунати у сваком случају.